# Gran valle del Rift (Etiopía)

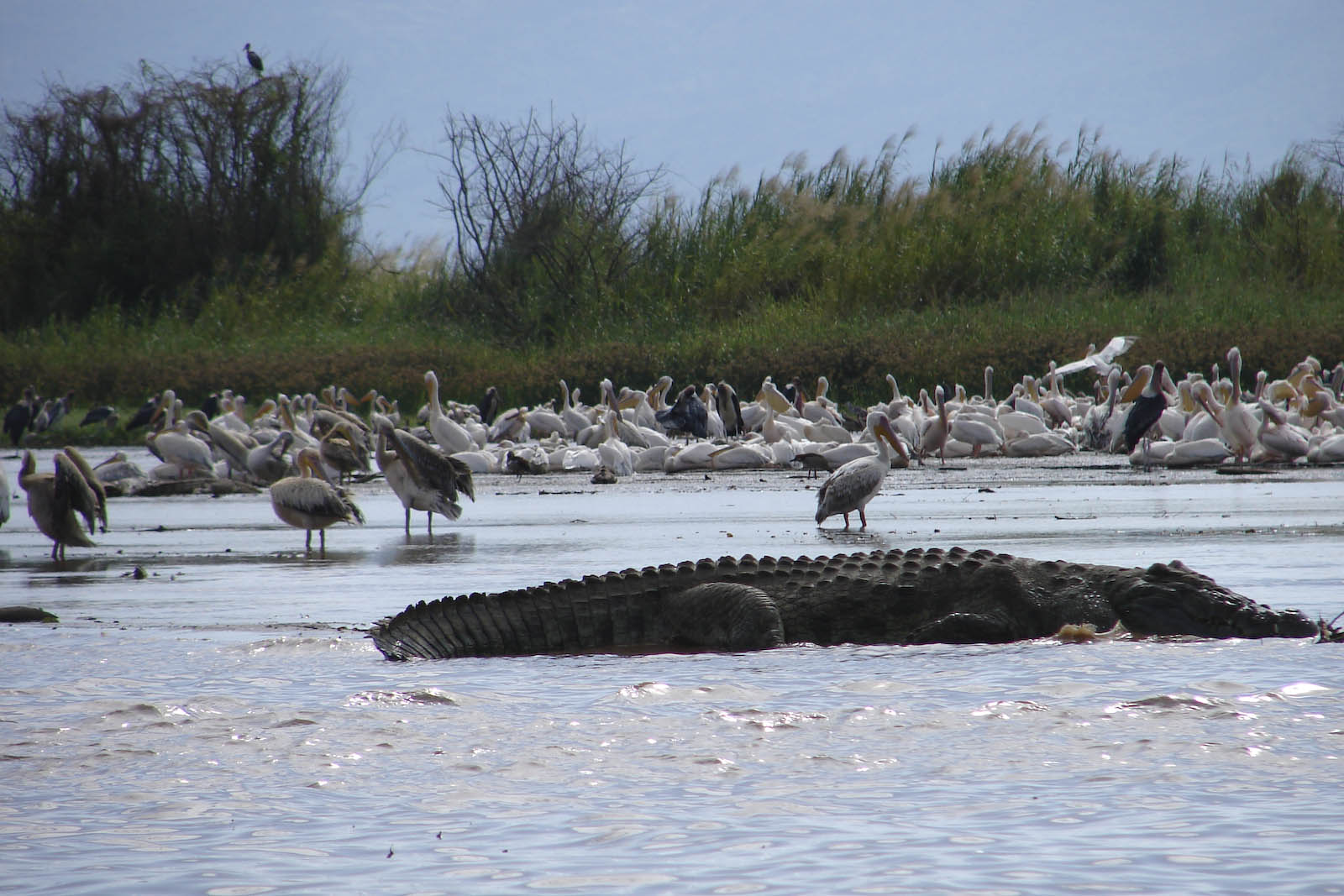
Lago Chamo, un lago de Valle del Rift en general rift etiópico

El Gran Valle del Rift de Etiopía (o Rift etíope principal o Valle del Rift etíope) es una rama del Rift de África Oriental que atraviesa Etiopía en dirección suroeste desde Afar Triple Junction. En el pasado, se lo veía como parte de un "Gran Valle del Rift" que se extendía desde Mozambique hasta Siria.

## Descripción
El Gran Valle del Rift se encuentra entre la Meseta Etíope al norte y la Meseta de Somalia al sur. La grieta se desarrolló cuando la Placa africana y la Placa somalí comenzaron a separarse durante el período Mioceno a lo largo del sistema de grietas del este de África. El inicio del rift fue asincrónico a lo largo del valle etíope: la deformación comenzó hace unos 18 millones de años en el extremo sur, hace unos 11 millones de años cerca de la depresión de Afar y probablemente hace unos 6-8 millones en el sector central. La grieta se extiende en una dirección ESE-ONO a aproximadamente 5-7 milímetros por año.
El valle del rift de Etiopía tiene aproximadamente 80 kilómetros de ancho y está bordeado en ambos márgenes por grandes fallas discontinuas normales que dan lugar a importantes escarpes tectónicos que separan el piso del rift de las mesetas circundantes. Estas fallas ahora se consideran inactivas en la terminación del valle del rift norte, mientras que hacia el sur siguen siendo tectónicas y sísmicamente activas. El piso del rift está cortado por una serie de cuencas de grietas en escalón más pequeñas, en el escalón derecho, del cuaternario hasta la edad reciente. Estas cuencas tienen aproximadamente 20 kilómetros de ancho y 60 kilómetros de largo. En la parte norte de la falla, actualmente se piensa que la extensión dentro del valle se da principalmente a lo largo de estos segmentos con fallas y magmáticamente activos. Se considera que estos segmentos están desarrollando centros de expansión de cresta oceánica media.

## Lagos etíopes del Valle del Rift

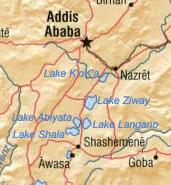

Los lagos etíopes son los más septentrionales de los lagos africanos del Valle del Rift. Los lagos etíopes del Valle del Rift ocupan el piso del valle del rift entre las dos tierras altas. La mayoría de los lagos etíopes del Valle del Rift no tienen desagote, y la mayoría son alcalinos. Aunque los lagos etíopes del Valle del Rift son de gran importancia para la economía de Etiopía, además de ser esenciales para la supervivencia de la población local, hasta hace poco no se habían llevado a cabo estudios limnológicos intensivos y exhaustivos de estos lagos.
Los lagos más importantes son:
- Lago Abaya (1162 km², elevación 1285 m), el lago etíope del Valle del Rift más grande
- Lago Chamo (551 km², elevación 1235 m)
- Lago Zway (485 km², elevación 1636 m)
- Lago Shala (329 km², elevación 1558 m), el lago etíope del Valle de Rift más profundo
- Lago Koka (250 km², elevación 1590 m)
- Lago Langano (230 km², elevación 1585 m)
- Lago Abijatta (205 km², elevación 1573 m)
- Lago Awasa (129 km², elevación 1708 m)